# 鈴木静夫 (理化学者)
鈴木 静夫（すずき しずお、1932年6月22日 - 1994年3月15日）は、日本の理化学・水質学者、登山家。

## 人物・来歴
群馬県出身。東京教育大学理学部卒、同大学院に学び、1960年「湖沼における水生菌類の生態学的研究」で東京教育大学・理学博士。東京理科大学薬学部微生物化学教室助教授、1974年教授。

## 著書
- 『奥日光の自然を訪ねて』(山渓文庫) 山と渓谷社, 1963
- 『峠の旅 花をたずねるベストプラン』日本旅行会出版部, 1963
- 『日本の湖沼 湖沼学入門』内田老鶴圃新社, 1963
- 『お花畑を訪ねて』(アルパイン・ガイド 山と渓谷社, 1964
- 『工業用水処理』内田老鶴圃新社, 1968
- 『クローズド・システムでの回収水の使用に伴う障害と処理』アイピーシー, 1974.4
- 『大気の環境科学』内田老鶴圃, 1993.11
- 『水の環境科学』内田老鶴圃, 1993.4
- 『木曽谷の桃介橋』NTT出版, 1994.3
- 『水辺の科学 湖・川・湿原から環境を考える』内田老鶴圃, 1994.6

### 共編著
- 『楽しいキャンプの山菜料理』(山渓文庫) 山本光子 共著. 山と渓谷社, 1963
- 『冷却水の障害と処理』辰野高司共著. コロナ社, 1968

翻訳
- P.R.Dugan『水質汚染の化学生態学』鈴木潤三,多田史共訳. 東京化学同人, 1973